# Dorfkirche Zielow

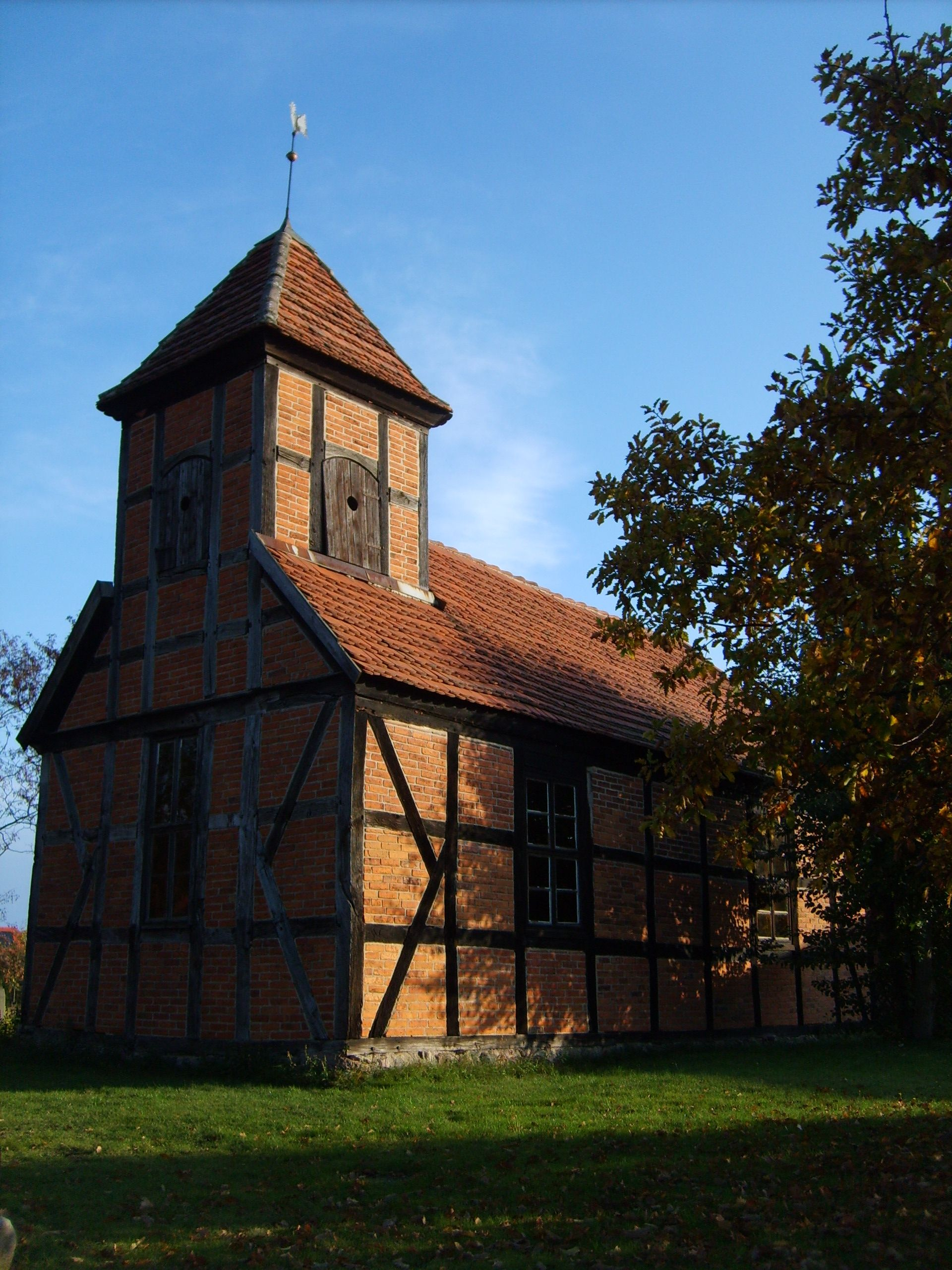
Dorfkirche Zielow

Die evangelische Dorfkirche Zielow ist ein Kirchengebäude in Zielow, einem Ortsteil der Gemeinde Südmüritz in Mecklenburg-Vorpommern.

## Geschichte
Das Dorf Zielow wurde 1237 erstmals bei der Bestimmung und Beurkundung der Grenzen des Dobbertiner Klostergebietes genannt, im Lande Robele im Dorffe Silowe sechs Hufen. Das Kloster Dobbertin hatte hier Einkünfte aus sechs Hufen. Diese bleiben bis 1274 im Besitz des Dobbertiner Nonnenklosters, danach tauschte man Zielow gegen das Dorf Grobe mit seinen Feldscheiden im Lande Malchin ein. Schon zwei Jahre früher erhielt das Nonnenkloster in Röbel zwei Hufen in Zielow. Fünf Jahre nach der Übersiedlung des Klosters nach Malchow kamen 1303 weitere zwei Hufen hinzu.

## Baugeschichte
Die Dorfkirche Zielow wurde 1833 neu erbaut. Der kleine Fachwerkbau mit eingezogenem westlichen Dachreiter hat einen Fachwerksaal mit flacher Holzbalkendecke. Die Fenster sind durch Sprossen in acht Teile geteilt. Im November 1834 wurde sie geweiht.
1977 war die Kirche stark baufällig, erst 1981 konnte das Dach neu gedeckt und von 1983 bis 1985 weitere Erhaltungsmaßnahmen durchgeführt werden. 1985 war sie wieder für Gottesdienste nutzbar.

## Ausstattung

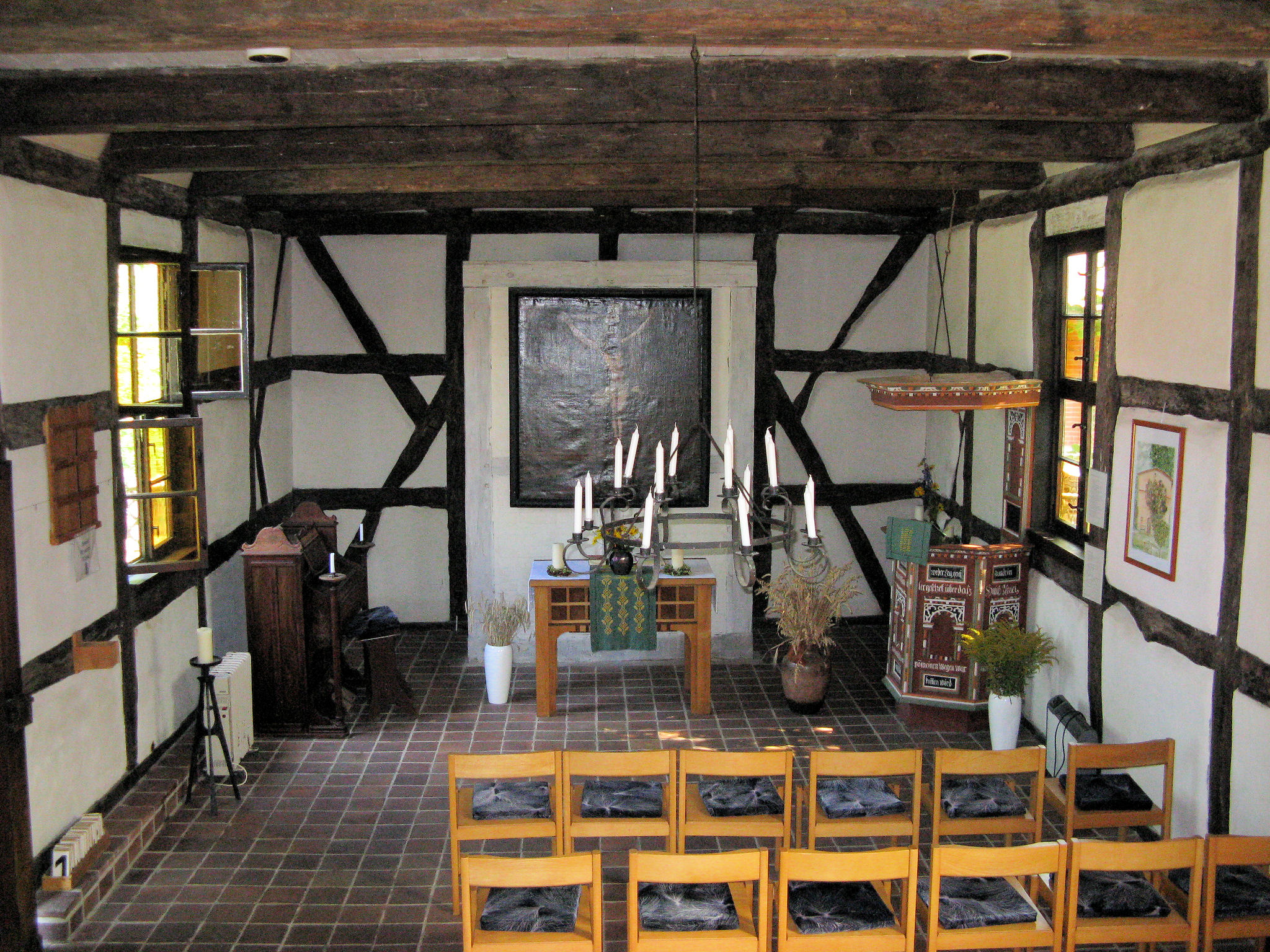
Innenraum

Die einfache und schlichte Ausstattung der Kirche stammt aus der Zeit um 1850, von der nicht mehr alle Teile vorhanden sind. Die niedrige Empore besteht aus Holz.
Das Altargemälde wurde 1728 gestiftet und zeigt den gekreuzigten Heiland. Als Altar fungiert eine Art Tisch. Sehenswert ist die polygonale Kanzel mit Beschlagwerkschnitzerei, reich bemalt und mit Schalldeckel.
Als Sitzgelegenheit fungieren einfache Stühle aus neuerer Zeit. Die Kirche hat keine Orgel, aber ein Harmonium.

### Glocke
Ursprünglich befanden sich zwei Glocken im Turm. Die ältere aus dem Jahre 1581 ist nicht mehr vorhanden. Die jüngere Glocke wurde 1866 in Waren (Müritz) gegossen. Diese wird bei Gottesdiensten von der Empore aus per Hand geläutet.

### Gedruckte Quellen
- Mecklenburgisches Urkundenbuch (MUB)
- Mecklenburgische Jahrbücher (MJB)